# Rena Dourou

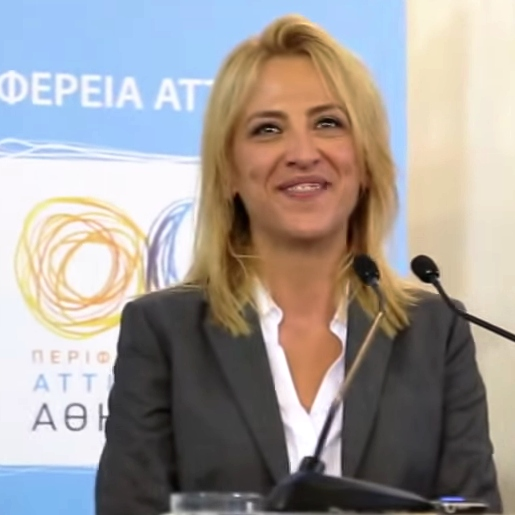
Rena Dourou nach ihrer Wahl zur Regionalgouverneurin, 2014

Irini „Rena“ Dourou (griechisch Ειρήνη «Ρένα» Δούρου, * 7. Oktober 1974 in Egaleo) ist eine griechische Politikerin der Partei SYRIZA und war von September 2014 bis 2019 Gouverneurin der Region Attika.

## Leben
Rena Dourou studierte an der Universität Athen Erziehungs- und Politikwissenschaften sowie an der University of Essex Ökonomie.

### Politische Laufbahn
Dourou wurde 2004 Mitglied des Wahlbündnisses SYRIZA und 2012 Abgeordnete im griechischen Parlament, eine Tätigkeit, die sie bis zum 18. März 2014 ausübte. Nach ihrer erfolgreichen Wahl zur Gouverneurin von Attika, der bevölkerungsreichsten griechischen Region, im Mai desselben Jahres trat sie das Amt am 1. September 2014 an. Sie wurde mit 50,83 % der abgegebenen Stimmen gewählt. Bei den Regionalwahlen 2019 unterlag sie in der zweiten Runde mit 34,21 % dem Gegenkandidaten der Nea Dimokratia.

### Eklat in griechischer Talkshow
Der Politiker Ilias Kasidiaris der Partei Chrysi Avgi sorgte Anfang Juni 2012 für einen Eklat, als er in einer Diskussion mit Dourou und Liana Kanelli Dourou mit einem Glas Wasser übergoss und Kanelli zwei Ohrfeigen und einen Faustschlag versetzte.

## Privates
Dourou spricht neben griechisch auch deutsch, englisch, französisch, italienisch und türkisch.